# Antonio Ermírio de Moraes Neto
Antonio Ermírio de Moraes Neto (São Paulo, 2 de junho de 1986) é um empreendedor e investidor brasileiro, sócio cofundador da Vox Capital.  

## Biografia
Neto do empresário Antônio Ermírio de Moraes, é membro da quarta geração da família proprietária do Grupo Votorantim. 
É Graduado em Administração Pública pela Fundação Getúlio Vargas, tem extensões na Universidade da Califórnia em Berkeley e no Babson College, nos Estados Unidos. 

## Atividade empresarial
Inspirado pelo exemplo de seu avô, decidiu ainda jovem se tornar um empreendedor focado em criar igualdade de oportunidades por meio de negócios de impacto.
Em 2008, fez uma imersão na Índia e Bangladesh para estudar modelos inovadores de negócios sociais, decidindo, em 2009, fundar a Vox Capital, uma empresa de investimentos de impacto no Brasil.
Desde 2012 é membro do "Conselho para América Latina do Fórum Econômico Mundial" e também membro da "Força Tarefa Brasileira de Finanças Sociais".

## Prêmios e reconhecimento
- 2013 - 25 Brazilians to Watch - Financial Times[5]
- 2013 - Next Generation Award - Family Business Network[6]
- 2012 - 100 Brasileiros mais Influentes - Época[7]
- 2009 - ABC Fellow Young Leader - Americas Business Council Foundation[8]
- 2006 - Goldman Sachs Global Leader[9]